# San Pablo, Guatemala
San Pablo är en kommunhuvudort i Guatemala.   Den ligger i departementet Departamento de San Marcos, i den västra delen av landet, 160 km väster om huvudstaden Guatemala City. San Pablo ligger 605 meter över havet och antalet invånare är 13 668.
Terrängen runt San Pablo är huvudsakligen kuperad, men norrut är den bergig. Runt San Pablo är det tätbefolkat, med 493 invånare per kvadratkilometer. Närmaste större samhälle är Malacatán, 6,2 km väster om San Pablo. I omgivningarna runt San Pablo växer i huvudsak städsegrön lövskog.